# Modesto (Kalifornija)
Modesto je grad u američkoj saveznoj državi Kalifornija. Prema popisu stanovništva iz 2010. u njemu je živjelo 201.165 stanovnika.